# Список персонажей манги и аниме «Проза бродячих псов»
Это список персонажей манги и аниме «Проза бродячих псов». В этой статье описаны персонажи.

## Вооруженное Детективное Агентство
Ацуси Накадзима (яп. 中島 敦 Накадзима Ацуси) — главный герой серии, его способность называется Лунный зверь (яп. 月下獣 Гэкка-дзю:) и позволяет ему обращаться в белого тигра. Изначально у него не было никакого контроля над силой, так как он не знал о её существовании, но со временем, также под влиянием способности Все люди равны президента Агентства, стал лучше ей управлять. Часто бывает изумлён и сбит с толку выходками коллег. Страдает от недостатка уверенности потому, что всю жизнь его называли бесполезным, но как только он вступил в агентство, стал понемногу меняться. Однако в детстве он несколько раз чуть было не был убит директором приюта, который не считал насилием подобное обращение с мальчиком. Из-за воспоминаний о постоянных побоях и издевательствах Ацуси продолжил считать себя ничтожеством, не имеющим право на жизнь. Но благодаря Акутагаве смог принять себя и своё прошлое, поняв, что оно никак не связано с тем, кем он является сейчас. Прототип персонажа: Ацуси Накадзима, японский писатель. В основу персонажа аниме лёг образ главного героя из романа «Превращение», который превращался в тигра.
Прототип: Ацуси Накадзима
Сэйю: Юто Уэмура
Осаму Дадзай (персонаж) (яп. 太宰 治 Дадзай Осаму) — член Боевого Детективного Агентства, взявший под своё крыло Ацуси. Он очень умён и наблюдателен, но также беспечен. Постоянно пытается совершить самоубийство, но каждый раз лишь терпит неудачу. Его способность называется Неполноценный человек (яп. 人間失格 Нингэн Сиккаку) и позволяет прикосновением нейтрализовать любую другую способность. Долгое время не рассказывал своим коллегам о том, что ранее состоял в Портовой Мафии и был правой рукой Мори. В то время список его тёмных и кровожадных поступков стал настолько велик, что даже мафия боялась своего члена и в ней бытовало поверье: «Главное несчастье врагов Дадзая в том, что они — его враги.» Будучи подростком, Осаму примкнул к Портовой Мафии, чтобы в мире насилия, жестокости и убийств найти смысл жизни. Ушёл из организации потому, что пообещал своему другу, Одасаку, на его смертном одре, стать тем, кто спасает жизни, защищая слабых и заботясь об обездоленных.
Прототип: Осаму Дадзай
Сэйю: Мамору Мияно
Доппо Куникида (яп. 国木田 独歩 Куникида Доппо) — напарник Дадзая, всегда злится из-за его выходок. Бывший учитель математики и прагматичный идеалист. Всё записывает и планирует каждую секунду, так что он ненавидит незапланированные события и пустую трату времени. Его способность называется Поэзия Доппо (яп. 独歩吟客 Доппо Гинкаку) и позволяет материализовать слова, занесённые в его записную книжку, только воссоздаваемый предмет не должен превышать размер страницы.
Прототип: Доппо Куникида
Сэйю: Ёсимаса Хосоя
Дзюнъитиро Танидзаки (яп. 谷崎 潤一郎 Танидзаки Дзюнъитиро) — член Агентства одного с Ацуси возраста. Его способность называется Мелкий снег (яп. 細雪 Сасамэ Юки) и позволяет проецировать иллюзии в пределах определённой области вокруг себя, накрыв поражённый участок снегопадом. Несмотря на то, что он не любит выходки своей сестры, впадает в неконтролируемую ярость, если кто-то вредит ей.
Прототип: Дзюнъитиро Танидзаки
Сэйю: Тосиюки Тоёнага
Эдогава Рампо (яп. 江戸川 乱歩 Рампо Эдогава) — самопровозглашённый и единственный детектив в Агентстве, которое было создано только ради него. Ему не нравятся любые тривиальные знания, вроде езды на поезде или дороги по возвращению в Агентство. Называет свой навык Сверхдедукция (яп. 超推理 Тё: Суйри), но на самом деле не имеет никакой сверхъестественной силы, он просто невероятно умён и наблюдателен. Испытывает чрезвычайную привязанность к главе Агентства, так как тот сказал, что Рампо — одарённый. Это успокоило Эдогаву, который ранее всегда боялся быть непонятым из-за своего гения. Рампо также дорожит очками, подаренными ему Фукудзавой, надевая которые, как привык считать, он активирует свою способность.
Прототип: Эдогава Рампо
Сэйю: Хироси Камия
Кэндзи Миядзава (яп. 宮沢 賢治 Миядзава Кэндзи) — родился в сельской местности, очень оптимистичный и беззаботный мальчик, популярен среди жителей города. Его способность называется Не уступая дождю (яп. 雨ニモマケズ Амэ ни мо Макэдзу), которая даёт ему сверхчеловеческую силу, но только когда он голоден.
Прототип: Кэндзи Миядзава
Сэйю: Хироюки Кагура
Акико Ёсано (яп. 与謝野 晶子 Ёсано Акико) — врач Боевого Детективного Агентства. Её способность называется Не отдавай свою жизнь (яп. 君死給勿 Кими Синитамо: Кото Накарэ), которая позволяет лечить других и даже себя, но работает она, только если человек находится при смерти, поэтому, чтобы исцелить раны средней сложности, ей приходится наносить ущерб самой.
Прототип: Акико Ёсано
Сэйю: Ю Симамура
Наоми Танидзаки (яп. 谷崎 ナオミ Танидзаки Наоми) — сестра Дзюнъитиро, просто одержима им. Не обладает никакими сверхспособностями.
Прототип: героиня романа «Наоми»
Сэйю: Тиаки Омигава
Юкити Фукудзава (яп. 福沢 諭吉 Фукудзава Юкити) — президент Боевого Детективного Агентства, человек чести, также является наставником Куникиды. Искусен как в рукопашном бою, так и в бою на мечах. Одевается в кимоно, хаори и гэта, всегда носит при себе катану. После того, как спас Эдогаву от похитителей, понял, что гений в постоянной опасности и его навыки будут мишенью для многих. Поэтому ради Рампо он создал Агентство, в котором одарённые могут использовать свои способности, ничего не опасаясь. Способность Фукудзавы Все люди рождены равными (яп. 人の上に人を不造 Хито но Уэ ни Хито о Цукурадзу) позволяет ему подавлять способности тех, кто официально работает в Агентстве до того уровня, на котором они способны их контролировать.
Прототип: [Юкити Фукудзава]]
Сэйю: Рикия Кояма
Кирако Харуно (яп. 春野 綺羅子 Харуно Кирако) — офисный работник в Боевом Детективном Агентстве.
Сэйю: Мина
Кёка Идзуми (яп. 泉 鏡花 Идзуми Кё:ка) — девушка-сирота из Портовой Мафии, после того как Ацуси победил Акутагаву, её приняли в Агентство. Её способность называется Демонический снег (яп. 夜叉白雪 Яся Сираюки). Она материализует фантом с катаной, ранее выполнявший только приказы, поступающие с телефона, и не следовавший собственным желаниям Кёки. Но после прохождения испытания и официального вступления в Агентство, благодаря Все люди рождены равными главы, девушка смогла подчинить фантом своей воле.
Прототип: Кёка Идзуми
Сэйю: Сумирэ Морохоси

## Портовая Мафия
Рюноскэ Акутагава (яп. 芥川 龍之介 Акутагава Рю:носукэ) — член Портовой Мафии, постоянно кашляет по неизвестной причине (возможно из-за туберкулёза). Его способность Расёмон (яп. 羅生門 Расё:мон) — пальто и, подразумевается, что любая другая одежда, которые превращаются в чёрного зверя, напоминающего тень и способного сожрать всё, даже пространство. Становился вспыльчивым при упоминании Дадзаем того, что его новый подчинённый в Агентстве очень способный. Считал Ацуси ничтожным, так как тот пытался убежать от своего прошлого, а также ненавидел его потому, что Тигр имел всё, чего нет у Акутагавы, включая признание Дадзая, которого он всегда так сильно жаждал. По завершении спасения Иокогамы от крушения Моби Дика, Дадзай наконец признал силу бывшего подчинённого, что вызвало у Рюноскэ сильное удивление и счастье, испытав которые, он упал без чувств.
Прототип: Рюноскэ Акутагава
Сэйю: Кэнсё Оно
Тюя Накахара (яп. 中原 中也 Накахара Тю:я) — один из старших членов Портовой Мафии и бывший напарник Дадзая, их дуэт назывался Двойной чёрный (яп. 双黒 Со:коку). Тюя довольно низкий и не любит, когда напоминают об этом, особенно Дадзай. Его способность Ради скверной скорби (яп. 汚れっちまった悲しみに Ёгорэттиматта Канасими ни) основывается на манипуляции гравитацией и позволяет на любой промежуток времени изменять силу тяжести объектов, к которым он может прикоснуться. Истинная Тёмная Форма способности позволяет Накахаре управлять ближайшей гравитацией и создавать чёрные дыры, поглощающие всё вокруг. Однако в этой форме он не управляем, активированная она будет поглощать его силы, пока тот не умрёт. Остановить его способен только Дадзай, полностью блокировав способность Тюи.
Прототип: Тюя Накахара
Сэйю: Кисё Танияма
Итиё Хигути (яп. 樋口 一葉 Хигути Итиё:) — член Портовой мафии. Ассистентка и телохранитель Акутагавы, в чьи полномочия также входит руководство «Чёрными Ящерами». У неё нет сверхспособности, но это компенсируется её боевыми навыками.
Прототип: Итиё Хигути
Сэйю: Асами Сэто
Мотодзиро Кадзи (яп. 梶井 基次郎 Кадзи: Мотодзиро:) — член Портовой Мафии, имеющий дурную репутацию бесчестного террориста-подрывника тактичной мафии. Его способность Лимонная бомба (яп. 檸檬爆弾 Рэмонэ:до) не позволяет бомбам в виде лимонов, которые он изготавливает сам, нанести ему вред.
Прототип: Мотодзиро Кадзи
Сэйю: Ватару Хатано
Рюро Хироцу (яп. 広津 柳浪 Хироцу Рю:ро:) — броско одетый человек, глава отряда киллеров Портовой Мафии под названием Чёрные Ящеры (яп. 黒蜥蜴 Куро Токагэ). Его способность Падающая камелия (яп. 落椿 Оти Цубаки) позволяет с огромной силой отбросить объект, к которому он прикасается. Прилежен в работе и не любит непрофессионализм.
Прототип: Рюро Хироцу
Сэйю: Ацуси Оно
Митидзо Татихара (яп. 立原 道造  Татихара Митидзо:) — командир Чёрных Ящеров. Весьма эгоистичный парень, часто спорит со своей напарницей Гин и ругает её при этом. Он слишком самоуверен, поэтому недооценивает противников. Позже выясняется, что на самом деле Татихара является шпионом правительства в рядах Мафии и членом правительственного отряда Одарённых «Ищейки». Его способность Заметка о зимнем солнцестоянии позволяет ему управлять металлами.
Прототип: Митидзо Татихара
Сэйю: Ю Хаяси
Гин (яп. 銀 Гин) — командир Чёрных Ящеров, очень молчалива и скрытна. Хотя предполагалось, что это мужчина, Дадзаем было раскрыто, что на самом деле она сестра Акутагавы. Может быть столь же вспыльчивой, как и брат. Не обладает никакими сверхъестественными способностями, но является мастером быстрых и бесшумных атак.
Сэйю: Сиина Нацукава
Огай Мори (яп. 森鴎外 Мори О:гай) — лидер Портовой Мафии. Несмотря на то, что он мафиози, поступает как джентльмен, будучи вежливым как с союзниками, так и с врагами. По словам Дадзая, Мори ― живое воплощение логики, так как обладает чрезвычайным спокойствием и алгоритмическим мышлением. Как бывший врач, способен использовать свои знания, что бы вылечить обе стороны из его нейтралитета или подчинённых. Иногда надевает медицинский халат и всегда носит при себе скальпель. Когда Дадзай был членом Портовой Мафии, Мори был уверен, что однажды он займёт его место, он готовил Дадзая к этому и заставлял изучать военные стратегии, что так же часто пересекаются с мафиозными.В ранобэ «Зверь» Дадзай занимает его место, Мори остаётся жив и спасён. Способность Мори называется Vita Sexualis (яп. ヰタ・セクスアリス Вита Сэкусуарису), буквально переводится как «Половая жизнь». Достоверно раскрытие способности ещё не было опубликовано.
Прототип: Огай Мори
Сэйю: Мицуру Миямото
Элис (яп. エリス Эрису) — девочка, находящаяся под опекой Огая Мори. Хотя изначально её отношения с Мори неясны, позже выясняется, что она является его способностью. Считает Портовую Мафию своей семьёй.
Сэйю: Сора Амамия
Коё Одзаки (яп. 尾崎 紅葉 Одзаки Ко:ё:) — член Портовой Мафии. Вежливая, очень серьёзная, эмоциональная и жестокая женщина. Была наставницей Кёки и воспитывала Тюю, когда тот ещё маленьким попал в организацию. Её способность называется Золотой демон (яп. 金色夜叉 Кинъиро Яся) и является таким же, держащим в руках меч, фантомом, как и Демонический снег Идзуми, но, в отличие от Кёки, она всегда была способна управлять им при помощи своей воли.
Прототип: Коё Одзаки
Сэйю: Ами Косимидзу
Сакуноскэ Ода (яп. 織田作之助 Ода Сакуносукэ), Анго и Осаму называли его Одасаку, — незаинтересованный в повышении член Портовой Мафии. Превосходный стрелок, ранее был наёмным убийцей, а в гневе страшнее любого из членов организации. Перестал убивать из-за мечты отбросить пистолет и стать писателем. Думал, что если отнимет ещё хоть одну жизнь, то потеряет на это право. Благодаря своему кредо, в организации имеет положение «мальчика на побегушках». Его способность Безупречный (яп. 天衣無縫 Тэнъимухо:) позволяет предсказывать будущее на следующие 5—6 секунд, если грозит опасность.
Прототип: Сакуноскэ Ода
Сэйю: Дзюнъити Сувабэ
Эйс (яп. えーす / エース Э:йсу) — один из старших членов Портовой Мафии. Очень самоуверенная личность, не имеет лояльности даже к Портовой Мафии. Пытался завербовать Фёдора Достоевского в своей попытке восстать против нынешнего лидера, Огая Мори. Его способность Безумие короля ювелирных изделий (яп. 宝石王の乱心 Хо:сэки-о: но рансин) позволяет обращать продолжительность жизни подчинённых, которые носят ошейники, в драгоценности.
Сэйю: Оно Дайсукэ
Кюсаку Юмэно (яп. 夢野 久作 Юмэно Кю:саку), часто называют Кью, — член Портовой Мафии, долгое время находившийся взаперти, так как обладает самой опасной способностью. Используя её, причиняет вред и товарищам. По словам Дадзая, он не видит разницы между союзниками и врагами. Его способность Догра Магра (яп. ドグラ・マグラ Догура Магура) позволяет проникать в сознание и вызывать галлюцинации, после чего жертвы начинают нападать на всех без разбора. Основой проклятья является кукла, которая запускает его в момент разрушения. Однако проклятье действует только на так называемого «получателя». Получателем же становится тот, кто причинит Кью боль. На теле получателя появляется след от руки, будто его кто-то схватил, так можно распознать жертву.
Прототип: Кюсаку Юмэно
Сэйю: Харука Кудо

## Гильдия
Фрэнсис Скотт Кей Фицджеральд (яп. フランシス・スコット・キー・フィッツジェラルド Фурансису Сукотто Ки: Фитцудзерарудо) — лидер Гильдии. Очень богат, хвастлив, высокомерен, обладает большой уверенностью в себе. Ненавидит, когда отвергают его предложения, ради получения желаемого готов пойти на многочисленные убийства. Его способность Великий Фицджеральд (яп. 華麗なるフィッツジェラルド Карэйнару Фитцудзерарудо) позволяет увеличить свои физические возможности в обмен на определённую сумму денег. Чем больше денег он использует, тем сильнее становится. Чтобы вернуть к жизни дочь и излечить свою жену, Зельду, которая не смогла справиться со смертью дочери и лишилась рассудка, Фрэнсис искал некую «книгу». Известно, что её невозможно уничтожить ни оружием, ни сверхспособностями, поэтому Фицджеральд решил сжечь всю Иокогаму. После Трёхстороннего Конфликта считался пропавшим без вести, из-за чего Гильдия распалась.
Прототип: Фрэнсис Скотт Кей Фицджеральд
Сэйю: Такахиро Сакураи
Люси Мод Монтгомери (яп. ルーシー・モード・モンゴメリ Ру:си: Мо:до Монгомэри) — член американской организации, известной как Гильдия. Надменна и груба, но так она лишь пытается скрыть свою настоящую личность. Из-за жесткого обращения к ней в детстве, считает себя пешкой в Гильдии и очень боится, что станет им ненужной. Её способность Энн из алой бездны (яп. 深淵の赤毛のアン Синъэн но Акагэ но Ан) позволяет создавать альтернативную реальность, известную как Комната Энн, в которой гигантская кукла Энн играет с людьми в салки. И если те проигрывают, то навсегда остаются в этой комнате.
Прототип: Люси Мод Монтгомери
Сэйю: Кана Ханадзава
Маргарет Митчелл (яп. マーガレット・ミッチェル Ма:гарэтто Миттеру) — вступила в Гильдию, чтобы расплатиться с огромным долгом своей семьи. Ведёт себя высокомерно, но иногда показывает и мягкую сторону. Считает своим долгом «спасти репутацию семьи». Её способность Унесённые ветром (яп. 風と共に去りぬ Кадзэ то Томо ни Сарину) позволяет разрушать материалы потоками ветра.
Прототип: Маргарет Митчелл
Сэйю: Каори Надзука
Натаниэль Готорн (яп. ナサニエル・ホーソーン Насаниэру Хо:со:н) — очень религиозный член Гильдии. Он верит, что богом ему была дана миссия — судить грешников. Груб, холоден и, своего рода, безжалостен, но иногда проявляет заботу. Его способность Алая буква (яп. 緋文字 Химодзи) позволяет превращать собственную кровь в письмена и использовать их как для защиты, так и для атаки. На данный момент потерял память. Выполняет все приказы Федора Достоевского. Забыл про Маргарет, но упоминает о ней как о своей «возлюбленной».
Прототип: Натаниэль Готорн
Сэйю: Тарусукэ Сингаки
Джон Стейнбек (яп. ジョン・スタインベック Дзён Сутэймбэкку) — член Гильдии и напарник Лавкрафта. После Трёхстороннего Конфликта и пропажи Фицджеральда стал главой оставшихся членов Гильдии. Самоуверенный, хитрый и спокойный человек. Несмотря на то, что может быть вежливым и добрым, не имеет никакого уважения к своим врагам. Вступил в Гильдию потому, что в ней хорошо платят, а Джону необходимо содержать большую семью. Его способность Гроздья гнева (яп. 怒りの葡萄 Икари но Будо:) позволяет создавать виноградные лозы из раны на шее, с помощью которых Джон может захватывать врагов, сжимая их с огромной силой и причиняя им боль. Лозы могут переплетаться с другими растениями, ускоряя их рост, тем самым позволяя преследовать врагов на больших расстояниях, а также передавать чувства между растениями и хозяином.
Прототип: Джон Стейнбек
Сэйю: Кэнго Каваниси
Говард Филлипс Лавкрафт (яп. ハワード・フィリップス・ラヴクラフト Хава:до Фириппусу Равукурафуто) — кажущийся довольно странным член Гильдии, напарник Стейнбека. Очень беспечен в бою, он даже уснул, после того, как Куникида выстрелил ему в спину. Его способность Великий древний (яп. 旧支配者 Кю: Сихай-ся) позволяет трансформировать часть или всё тело в монстра с большим количеством щупалец, который внешне напоминает Ктулху. В этом состоянии он уязвим лишь изнутри. Когда Дадзай не смог использовать против него Неполноценного человека, выяснилось, что Великий древний не является сверхспособностью. На Лавкрафта также не действует и Догра Магра Кью. Присоединился к Гильдии из-за контракта с Фицджеральдом, условия которого остаются нераскрытыми. После Трёхстороннего Конфликта ушёл в океан, заявив, что выполнил контракт и собирается спать.
Прототип: Говард Филлипс Лавкрафт
Сэйю: Сюнсукэ Такэути
Марк Твен (яп. マーク・トウェイン Ма:ку Товэйн) — весьма веселый молодой человек, который часто любит подшутить. Обладает способностью Гек Финн и Том Сойер (яп. ハック・フィン&トム・ソーヤ Хакку Фин андо Тому Со:я). Она материализует куклоподобных существ, известных как Гекльберри Финн и Том Сойер. Марк может стрелять с абсолютной точностью, прикрепляя таким образом Гека или Тома к кому-либо и выполняя с их помощью длительное наблюдение на расстоянии.
Прототип: Марк Твен
Сэйю: Хироюки Ёсино
Герман Мелвилл (яп. ハーマン・メルビル Ха:ман Мэрубиру) — член Гильдии, был её лидером два поколения назад. Его способность Моби Дик (яп. 白鯨 Хакугэй, Белый Кит) принимает форму в виде белого кита, способного парить в небе. Гильдия сделала из него воздушную крепость, изменив его более чем на 70 %, из-за чего Мелвилл более не имел контроля над китом. После Трёхстороннего Конфликта согласился сотрудничать с Отделом по Делам Одарённых.
Прототип: Герман Мелвилл
Сэйю: Такаюки Суго
Эдгар Аллан По (яп. エドガー・アラン・ポオ Эдога: Аран По:) — главный архитектор Гильдии. Он очень кроток и любит тишину. Часто единственным его собеседником может оказаться только питомец-енот по имени Карл. С тех пор, как Рампо превзошёл Эдгара в остроумии, он зарёкся показывать людям лицо и решил отомстить. Его способность Чёрный кот на улице Морг (яп. モルグ街の黒猫 Моругу-гай но Куронэко), с помощью которой он может переносить читателей в обстановку любого романа, но только того, который они в данное время читают.
Прототип: Эдгар Аллан По
Сэйю: Тосиюки Морикава
Луиза Мэй Олкотт (яп. ルイーザ・メイ・オルコット Руи:дза Мэй Орукотто) — тактик Гильдии. Застенчива, боится незнакомцев, пытающихся с ней поговорить. Её способность История маленькой женщины (яп. 若草物語 Вакакуса Моногатари) позволяет коротать время со скоростью 1/8000 от обычной, но только когда она находится в комнате одна.
Прототип: Луиза Мэй Олкотт
Сэйю: Хикару Уэда

## Крысы Мёртвого Дома
Фёдор Достоевский (яп. フョードル・ドストエフスキー Фё:дору Досутоэфусуки:) — глава таинственной организации Крысы Мёртвого Дома (яп. 死の家の鼠 Син но Иэ но Нэдзуми) и член террористической организации Смерть Небожителей (яп. 天人五衰 Теннин Госуи). Стойкий, уверенный в себе, гениальный и весьма высокомерный человек с истинно злым характером. Его память настолько высока что он смог за десять-пятнадцать минут запомнить все царапинки на картах Эйса тем самым доведя его до суицида сымитировав вымышленное пространство. Он настолько умен что способен просчтывать действия людей и государств на десятилетия вперёд. Его способность - Преступление и Наказание (罪罰 Tsumi to Batsu) позволяет убить оппонента касанием, и так-же переродится в своём убийце.
Прототип: Фёдор Достоевский
Сэйю: Акира Исида
Александр Пушкин (яп. アレクサンドル・プシュキン Арэкусандору Пусюкин) — член организации Крысы мёртвого дома. Способность — Пир во время чумы (яп. 疫病の時代の饗宴  Екибуо:ноджиидаи но куо:ен) — позволяет заражать человека особым вирусом. Если же способность используется на двух людях одновременно, то вирус отступит при смерти одного из них.
Прототип: Александр Пушкин
Сэйю: Дайсукэ Кирии
Иван Гончаров (яп. イバン・ゴンチャロフ Ибан Гонтярофу) — член подпольной организации Крысы мёртвого дома. Владелец способности, под названием: Обрыв (яп. 絶壁 Дзеппеки) . Иван показан беззаботным, думающим только о Фёдоре, человеком. На его лице почти постоянно можно наблюдать некий прищур и улыбку. Верхняя часть головы полностью покрыта бинтами, которые, появились, предположительно, после сделанной Достоевским операции, в которой, по словам самого Ивана, его лишили части мозга, отвечающей за несчастье и страдание.
Прототип: Иван Гончаров
Сэйю: Косукэ Ториуми
Муситаро Огури (яп. 小栗虫太郎 Огури Муситаро:) — сообщник Достоевского. Владелец способности Идеальное преступление (яп. 完文犯罪 Кандзей Хандзай), позволяющая тому заметать следы преступлений. Огури спокойный, похожий на интеллигента мужчина, однако это совсем не так, поскольку он повернут на своей способности и убийствах. Ему нравится играть с детективами, которые, как он говорит: "никогда не смогут раскрыть его преступление", поскольку, он всегда заметает за собой следы. Огури очень уважает своего босса Достоевского и считает других дураками, раз они всерьёз поверили, что Фёдор вот так просто дал им себя поймать.
Прототип: Муситаро Огури
Сэйю: Такэси Кусао

## Смерть Небожителей
Николай Гоголь (яп. ニコライ・ゴゴール  Никорай Гого:ру) — один из пяти действующих лиц организации Смерть небожителей. Гоголь — представлен, как достаточно весёлый человек-садист, который очень любит задавать вопросы и не дожидаясь ответа, сразу отвечать на них. Очень часто, а точнее постоянно, находится весёлым и достаточно безумным из-за ответов на собственные вопросы, делая из этого настоящее преступление. Способность Шинель (яп. オーバーコート О:ба:ко:то) — благодаря своему плащу Гоголь демонстрирует способность, которая позволяет связывать себя с пространством в диапазоне около 30 метров вокруг и перемещать предметы и живых существ в его пределах.
Прототип: Николай Гоголь
Сэйю: Такэхито Коясу
Сигма (яп. シグマ Сигума) — главный управляющий «Небесное казино». Один из членов Смерти Небожителей. На самом деле, является выдуманным героем, чья судьба была записана в страницу «книги». Способность «Обмен Информацией» — с помощью нее Сигма может прикосновением получить у оппонента нужную информацию в обмен на ту, которую больше всего хочет узнать собеседник. Благодаря этой способности Сигма украл страницу Книги.
Сэйю: Сёя Тиба
Брэм Стокер (яп. ブラム・ストーカ Бураму Суто:ка:) — вампир, находящийся де-факто в плену у Фукучи. Брэм, кажется, презирает наглых людей. После того, как восемь лет назад его окрестили одним из «десяти страшнейших бедствий человечества», он решает больше не пополнять свою «семью» и не испытывает никакого интереса в присоединении к плану Фукучи по наведению хаоса в мире. Однако, когда ему угрожают, Брэм в конечном итоге подчиняется приказам несмотря на то, что это нарушает его клятву больше никого не превращать в себе подобных. В человеческой форме он довольно спокойный, однако в форме вампира вполне может быть резкий. Способность Бессмертный король (в настоящий момент в оригинале его способность никак не называлась) — способность инфекционного типа, которая превращает любого, кого укусит Стокер, в вампира.
Прототип: Брэм Стокер
Сэйю: Кэндзиро Цуда

## Орден часовой башни
Агата Кристи (яп. アガサ・クリスティ Агаса Курисути) — командир рыцарей Гвардии под названием Орден часовой башни (яп. 時計塔の従騎士 Токэй-то: но Дзюки-си). Будучи очень утончённой личностью, является настоящей леди. Её способность называется И никого не стало (яп. そして誰もいなくなった Соситэ дарэ мо Инаку натта).
Прототип: Агата Кристи
Сэйю: Маая Сакамото

## Ищейки
Оти Фукути (яп. 福地 桜痴 Фукути О:ти) ― лидер непобедимого специального подразделения «Ищейки», который владеет способностью Танец Льва (яп. 鏡獅子 Кагами Дзиси), позволяющей ему увеличивать силу любого оружия стократно. Фукути представлен чрезвычайно эксцентричным, веселым и несколько простым человеком, склонному к шумному поведению и внезапным поступкам. Друг детства Фукудзавы, который сильно доверяет Фукути.
Прототип: Оти Фукути
Сэйю: Акио Оцука
Tэрука Окура (яп. 大倉燁子 О:кура Тэруко) ― заместитель командира непобедимого специального подразделения «Ищейки». Жестокая, интенсивная и хвастливая девочка, которая упивается своим положением в отряде. По словам Сайгику, если вывести её из себя, то никому не сдобровать и не остаться в живых, поэтому даже члены отряда опасаются осмелиться что-то не то сказать этой девочке. Несмотря на свою постоянную агрессивность, она очень одержима командиром Фукути и поэтому ведёт себя как яростный его фанат. Её способность Душевный трепет (яп. 魂の喘ぎ Тамаси: но Аэги) позволяет превращаться во взрослую, которая обладает сверхчеловеческой силой (она голыми руками остановила беспилотник на ходу). Помимо этого, способность обладает достаточно сильной выносливостью, чтобы Тэрука сумела пережить взрыв беспилотника, набитого взрывными монетами Сигмы, вплотную. Способность Тэруки может действовать и в обратном порядке, она способна управлять возрастом того, к кому прикоснётся.
Прототип: Tэрука Окура
Сэйю: Макото Коити
Сайгику Дзёно (яп. 條野 採菊) ―  член специального правительственного отряда военной полиции. Его глаза всегда закрыты, поскольку он слеп, а на лице чаще всего виднеется добрая и безобидная улыбка. Обладает способностью Золотые слёзы  (яп. 千金の涙  Сэнкин но Намида). Сайгику отметил, что, потеряв способность видеть, он получил возможность увидеть даже больше, чем мог раньше, за счёт усилившихся обоняния, слуха и других рецепторов своего организма.
Прототип: Сайгику Дзёно
Сэйю: Юки Кадзи
Тэттё Суэхиро (яп. 末広 鉄腸) ― член специального правительственного отряда военной полиции. Обладатель способности Цветущая слива в снегу (яп. 雪中梅 Сэттю: Баи:), которая позволяет увеличить форму, размер и длину своего меча. Однако не было сказано, нужен ли для этого особый меч, или подойдёт любое холодное оружие. Тэттё имеет сильнейшую способность среди Ищеек. В манге описывается как «воин, чьё тело и душа словно сделаны из стали», что говорит о его суровом характере. Однако, при работе с коллегами он часто ведёт себя эксцентрично и забавно, хотя сам не понимает этого. Тэттё очень серьёзно относится к своей работе, иногда даже слишком серьёзно.
Прототип: Тэттё Суэхиро
Сэйю: Ёхэй Адзаками

## Министерство Внутренних Дел
Танэда Сантока (яп. 種田山頭火 Сантока Танэда) — работник Министерства Внутренних Дел, глава Отдела по Делам Одарённых, не является одарённым. Именно он контролирует все дела связанные с одарёнными в Японии, в частности отвечает за выдачу разрешений на деятельность одарённых. В своё время именно Танэда помог Дадзаю вступить в ряды Агентства.
Прототип: Танэда Сантока
Сэйю: Фумихико Татики
Анго Сакагути (яп. 坂口安吾 Сакагути Анго) — работник Министерства Внутренних Дел, в частности Отдела по Делам Одарённых. Когда-то по приказу правительства шпионил за Портовой Мафией, внедрившись в неё и работая в качестве агента разведки самой Портовой Мафии. Будучи её членом, практически вся важная и секретная информация проходила через него. В его голове хранятся данные о Портовой Мафии, которым нет цены. По словам Одасаку, на небе нет столько звёзд, сколько людей, готовых пытать его за информацию. Его способность называется Рассуждение о декадансе (яп. 堕落論 Дараку-рон) и позволяет ему извлекать и прочитывать воспоминания как у людей, так и у предметов.
Прототип: Анго Сакагути
Сэйю: Дзюн Фукуяма
Такуити Аоки (яп. 青木卓一 Аоки Такуити) — является одним из агентов отдела по особым делам Министерства внутренних дел и подчиненным Анго.
Прототип: Такуити Аоки
Сэйю: Хиромичи Тэдзука
Муракосо (яп. 村社 Мура косо) — является одним из сотрудников отдела по особым делам Министерства внутренних дел. Она также подчиненная Анго.
Прототип: Муракосо
Сэйю: Юуко Хара

## Другие
Тагути Рокудзо (яп. 田口 六蔵 Рокудзо: Тагути) — информатор Боевого Детективного Агентства (персонаж, появляющийся в аниме и в ранобе «Квалификационный экзамен Осаму Дадзая»). Не обладает сверхспособностью, но он очень умело взламывает системные данные компьютеров, чтобы собрать важную информацию за определённую плату.
Сэйю: Кайто Исикава
Андре Жид (яп. アンドレ·ジッド Андорэ Дзиддо) — лидер преступной европейской организации, известной как Мимик (яп. ミミック Мимикку). Его способность Тесные врата (яп. 狭き門 Сэмакимон), как и у Сакуноскэ, позволяет в момент опасности предсказывать будущее на следующие несколько секунд. Бывший солдат, преданный своей стране. Андре желал умереть в бою, и убил близких Оды, чтобы довести его до отчаяния. После продолжительной дуэли они убили друг друга.
Прототип: Андре Жид
Сэйю: Синъитиро Мики
Катай Таяма (яп. 田山花袋 Таяма Катай) — информационный посредник и бывший член «Вооружённого Детективного агентства». Будучи выдающимся хакером помогает своим бывшим товарищам в решении вопросов взлома и слежки. Его способность — Футон (яп. 蒲団 футон) — позволяет контролировать любую электронику в поле зрения со скоростью в десятки раз быстрее обычной. Однако сосредоточиться он может, только если его тело и разум наиболее расслаблены из-за чего он может использовать способность только если завёрнут в свой футон, которому он даже дал имя — Ёсико.
Прототип: Катай Таяма
Сэйю: Кэнъити Судзумура
Нацумэ Сосэки (яп. 夏目 漱石 Нацумэ Со:сэки) — легендарный эспер, был покровителем при основании агентства, а так же учителем Огая Мори и Юкити Фукузавы. Он — человек, который написал роман из трех частей, которые в свою очередь любил читать Ода, что вдохновило его не убивать и тоже стать писателем. Его способность — Ваш покорный слуга кот (яп. 吾輩は猫である  Вагахаи ва Нэко дэ Ару) которая позволяет ему превращаться в кошку.
Прототип: Нацумэ Сосэки
Сэйю: Хотю Оцука
Артур Рембо (яп. アーサー・ランボー А:дза: Рамбо:) — персонаж, который появляется в ранобэ «Пятнадцать: Дадзай и Тюя». Он вместе со своим партнером Поль Верлен приехал из Европы, чтобы шпионить и украсть таинственный проект, Арахабаки. В Портовой мафии известен под именем «Рандо». Его способность Озарение  (яп. 洞察 До:сацу) ― позволяет создавать своё четвёртое измерение, над которым не властна даже гравитация.
Прототип: Артур Рембо
Сэйю: Юя Утида
Тацухико Сибусава (яп. 澁澤 龍彦) — один из центральных персонажей и главный антагонист полнометражного фильма «Bungou Stray Dogs: Dead Apple». Его способность Дракония позволяет Сибусаве создавать завесу тумана (как объясняется в фильме, этот туман является Дыханием Дракона), попав под действие которой, одарённый теряет контроль над своей способностью, а последняя, в свою очередь, пытается убить своего владельца, материализуясь в виде фантома, причём, в случае если способность имеет какую-либо физическую форму (например, Тигр у Ацуси, Снежный Демон у Кёки, Элис у Мори), то на одарённого будет нападать именно её фантом, в противном случае она примет облик самого одарённого.
Прототип: Тацухико Сибусава
Сэйю: Кадзуя Накаи

## Персонажи спин-оффа «Великий из Бродячих псов Альтернативная история»
Юкито Аяцудзи (яп. 綾辻 行人) — детектив и главный герой в спин-офф новелле Bungo Stray Dogs: Gaiden. Юкито показан как холодный и безэмоциональный человек. При этом, из-за своей невероятно мощной и угрожающей способности, он находится в списке особо опасных эсперов, и за ним ведётся тщательное наблюдение Особым отделом по делам одарённых Министерства внутренних дел, а именно — агентом Мизуки Цудзимурой, которая назначена наблюдать за ним. Иной (яп. アナザー Анадза:) ― способность, которая позволяет Юкито видеть преступника насквозь в деле об убийстве, и тот умрёт случайной смертью, вне зависимости от того, в какой точке мира он находится. Причина смерти не может быть предсказана. Однако смерть не произойдёт, если цель не является преступником.
Прототип: Юкито Аяцудзи
Сэйю: Сасаи Хиро
Мидзуки Цудзимура (яп. 辻村 深月) — агент правительства и ассистентка детектива Юкито Аяцудзи в спин-офф новелле Bungo Stray Dogs: Gaiden. Владеет способностью "Метка вчерашнего дня (яп. きのうの影踏み Кино: но Кагэфуми), которая позволяет ей создавать небольшие тени и контролировать их. Способность получила от матери, из-за чего не может её полностью контролировать. Девушка работает в Особом отделе по делам одарённых Министерства внутренних дел, под руководством Анго Сакагучи . Ей поручено присматривать за детективом Юкито Аяцудзи вследствие его опасной способности. Как показано в 43 главе, именно мать Мизуки научила мать Кёки переносить способность по крови при помощи своей способности манипулирования тенями. Таким образом Кёка стала обладательницей способности «Снежный демон».
Прототип: Мидзуки Цудзимура
Сэйю: Риэ Такахаси
Нацухико Кёгоку (яп. 京極 夏彦) — главный антагонист в спин-офф новелле Bungou Stray Dogs: Gaiden и вечный противник Юкито Аяцудзи. Обладает способностью Врождённое падение (яп.  (憑き物落とし Цукимоно-Отоси) или Экзорцизм, позволяющая ему передать человеку демона, который затем изменяет ему разум и даже душу.
Прототип: Нацухико Кёгоку